# Rồng xanh
Rồng xanh, (tên tiếng Anh: Green Dragon) là tên một bộ phim dài 115 phút do đạo diễn Timothy Linh Bui thực hiện, mang nội dung cô đọng về các tình tiết xoay quanh những người tị nạn Việt Nam sống trong Trại Pendleton, một căn cứ quân sự của Thủy quân Lục chiến Hoa Kỳ đóng tại tiểu bang California, nơi tiếp nhận trên 134 ngàn người Việt trong cuộc tháo chạy đã xảy ra vào những ngày cuối tháng 4 năm 1975. Bộ phim đã được đề cử nhận giải Grand Jury Prize, tổ chức tại Liên hoan phim Sundance vào năm 2001.

## Nội dung

Tài (Đơn Dương) và hai cháu bồng bế nhau tới Trại Pendleton, California

Bộ phim đã phác họa lên những va chạm văn hóa giữa người dân Mỹ và những người di dân mới đến từ Việt Nam. Các nhân viên cứu trợ người Mỹ, khi phải chăm lo cho người tị nạn từ nơi ăn, chốn ở, chăn đệm, giải trí... trong thâm tâm, họ trông đợi ở những người dân tị nạn một cảm giác hài lòng, nhưng thực tế đã có phản ứng khác ngược. Đồ biển ở Mỹ ngon và đắt, nhưng khi có cá thì nhà ăn vắng người. Ngược lại, người tị nạn lại thích ăn mì gói, thịt gà, loại thịt rẻ nhất ở Mỹ, nhiều người xếp hàng hai ba lần để lấy món này. Trong khi chính phủ Mỹ lo tìm người bảo trợ, để giúp người tị nạn hoà nhập vào cuộc sống mới thì nhiều người không muốn rời trại, vì họ còn luyến tiếc chút cảm giác gọi là Việt Nam đã đọng lại trong thời gian sống tại đây.
Câu chuyện trong phim là sự đan xen của nhiều mảnh đời. Có người chỉ mới là một thanh niên trẻ, có người đã từng cầm súng trong chiến trận. Hàng ngày, họ gặp nhau để trao đổi những dự tính, những ước mơ của mình. Đức mơ ước một ngày sẽ gây dựng những Tiểu Sài Gòn tại Mỹ, mặc dù các bạn của Đức nghi ngờ là việc đó có thể thành công tại một miền đất lạ. Hải, một người lính thì chỉ muốn quay về Việt Nam. Anh tin rằng, một khi người Mỹ đã bỏ rơi Việt Nam thì họ sẽ chẳng quan tâm đến đám người tị nạn như Hải. Đức lại mê một cô gái nhà quê, là vợ bé của một thương gia tại Sài Gòn cũng đang sống chung trong trại. Cô bị bà vợ cả khinh khi, coi như con ở, nhưng vì lạc lõng bơ vơ nên cô phải cố bám víu lấy gia đình chồng. Cuối cùng cô cũng bị bỏ rơi trong trại.
Một trong các nhân vật chính của bộ phim là bé Minh (Nguyễn Hiếu Trung), 8 tuổi. Minh và em gái, tên Anh theo người cậu là Tài (Đơn Dương) di tản. Dù thất lạc bố mẹ nhưng em hồn nhiên như bất cứ đứa trẻ nào. Minh làm bạn với Addie (Forest Whitaker), một phụ bếp Mỹ người da đen làm việc trong trại qua những tranh vẽ trên tường. Đặc biệt là họ thêm màu thêm sắc cho một công trình hội họa thật sống động, đó là con rồng màu xanh lá mạ.
Tài được chọn làm trại trưởng để làm dây nối giữa những người tị nạn với ban chỉ huy quân đội Mỹ của trại. Anh tỏ lòng yêu thương cô con gái (Lê Thị Hiệp) của một vị tướng Việt Nam Cộng Hòa (Phú Toàn Cương), vì đã bỏ chạy trước trong cuộc chiến nên ông bị người dân tị nạn khinh bỉ, chửi mắng. Ông tướng ngày ngày gõ mõ, tụng kinh và lo vun trồng một cây ớt hiểm trên miếng đất cỏn con bên cạnh lều trại. Từ khi ông đã tự tử, khi nghe tin Việt Nam Cộng Hòa đầu hàng, bé Minh đã thay ông hàng ngày tưới nước cho cây ớt.
Qua Đài Tiếng nói Quân đội Hoa Kỳ, tin mất Việt Nam Cộng Hòa đã mang đến cho người tị nạn những cảm giác bàng hoàng và chua xót với những tiếng khóc nức nở, những tiếng gào thét. Những người lính Mỹ cũng không ngờ kết cục của cuộc chiến lại như thế: "Chúng tôi có thể dựng lều trại này cho 15 ngàn người trong vòng 48 tiếng đồng hồ, nhưng sao người Mỹ lại có thể làm hư chuyện ở Việt Nam như thế", viên sĩ quan trưởng trại (Patrick Swayze) than phiền. Còn bé Minh thì vẫn hồn nhiên vui chơi cùng anh bạn da đen Addie. Chuyện mất Nam Việt Nam không làm cho đứa bé như Minh và người bạn Mỹ bận tâm gì nhiều.
Đêm 30 tháng Tư, không khí trại tị nạn tĩnh mịch đến lặng người. Trong căn lều, có một nhóm người tụ tập nhau hát bài đưa tiễn Sài Gòn vào một khúc rẽ mới: "Sài Gòn ơi tôi đã mất người trong cuộc đời. Sài Gòn ơi thôi đã hết thời gian tuyệt vời. Giờ còn đây những kỉ niệm sống trong tôi. Những nụ cười ngắt trên môi. Những giọt lệ ôi sầu đắng...Sài Gòn ơi tôi xin hứa rằng tôi trở về. Người tình ơi tôi xin giữ trọn mãi lời thề..."
Dần dà, những người tị nạn lần lượt theo nhau rời trại đi định cư và hội nhập vào đời sống Hoa Kỳ. Cây ớt hiểm trồng trong trại, thích hợp được với khí hậu mới, đơm hoa, kết trái, được người tị nạn hái giống đem theo trên con đường định cư nơi đất mới. Lịch sử của cộng đồng người Việt tại Mỹ cũng bắt đầu từ đó.

## Thông tin thêm
- Chấm dứt phim có hàng chữ được đọc như sau: "Sau khi bị tàn phá bởi chiến tranh, 134.000 người Việt nam đã phải bỏ quê cha đất tổ, đi qua các trại di cư trên đất Mỹ. Trại di cư cuối cùng đóng cửa ngày 1 tháng 11 năm 1975. Tại miền Nam California, cộng đồng được mang tên Little Saigon được chính thức đặt tên năm 1984. Hiện nay, đây là quê hương thứ hai cho hơn 200.000 đồng bào Việt Nam; nơi tập trung đông người Việt nhất bên ngoài Việt nam. Cho đến nay hơn 1.500.000 người Việt sống trên toàn nước Mỹ".
- Trong phim, Tài (Đơn Dương) có hát tặng một ca khúc anh viết để tạm biệt Sài Gòn: "Sài Gòn ơi, Tôi đã mất người trong cuộc đời, Sài Gòn ơi còn đâu những thời gian tuyệt vời. Giờ còn đây, những kỷ niệm chết trong tôi, những nụ cười hé trên môi, những dòng lệ ôi sầu, đắng..." Nhạc phẩm đó thực ra là của Nhạc sĩ Nam Lộc sáng tác với tựa đề là Vĩnh Biệt Sài Gòn.